# ZAZ
Uzina constructoare de automobile din Zaporijjea, abreviat ZAZ (în ucraineană Запорізький автомобілебудівельний завод, ЗАЗ, Zaporizkîi avtomobilebudivnîi zavod sau Zaporizkîi avtozavod) este principalul producător de automobile din Ucraina, bazat în orașul Zaporijjea din sud-estul țării.

### Producție la scară largă

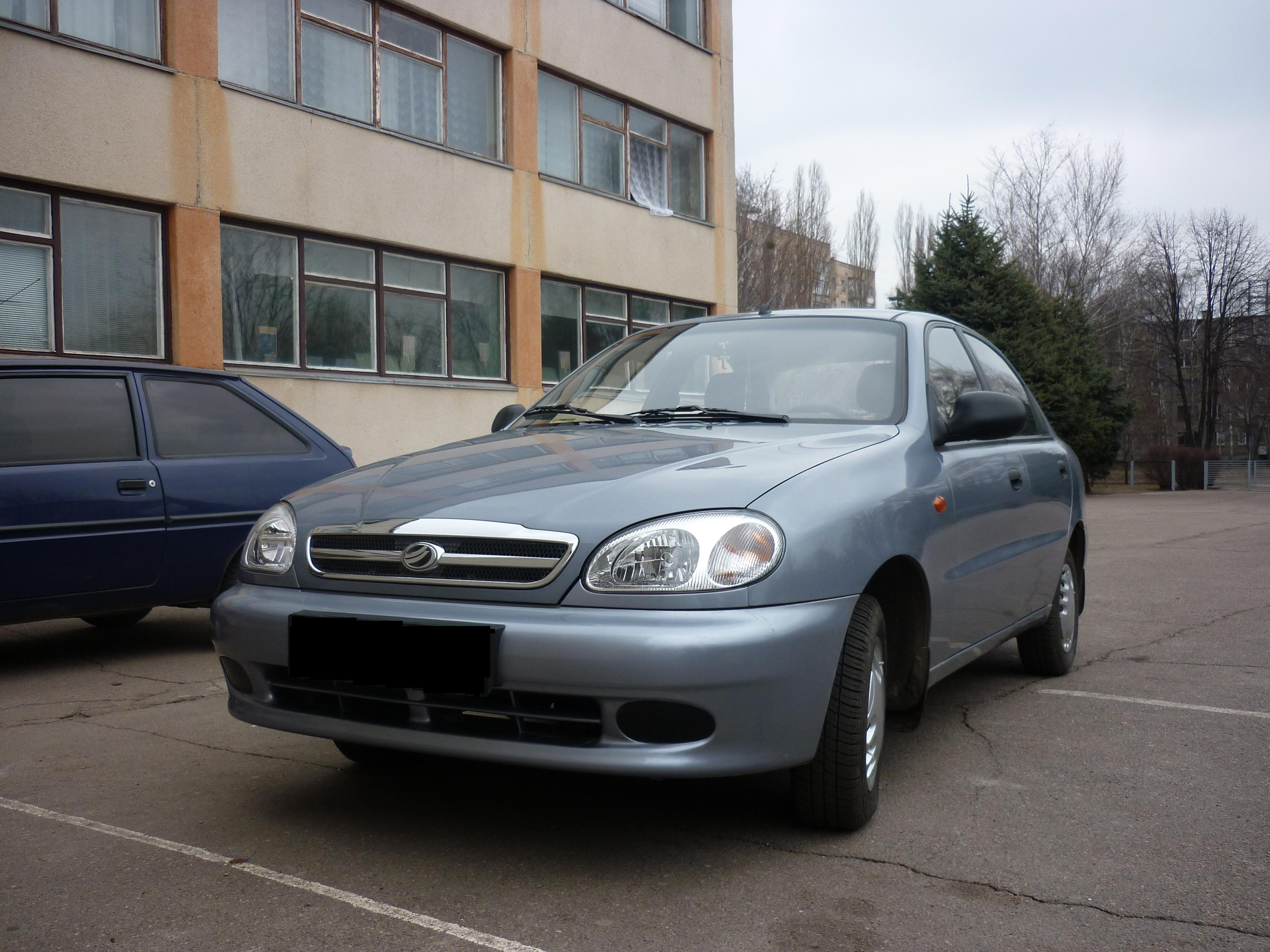
ZAZ Sens

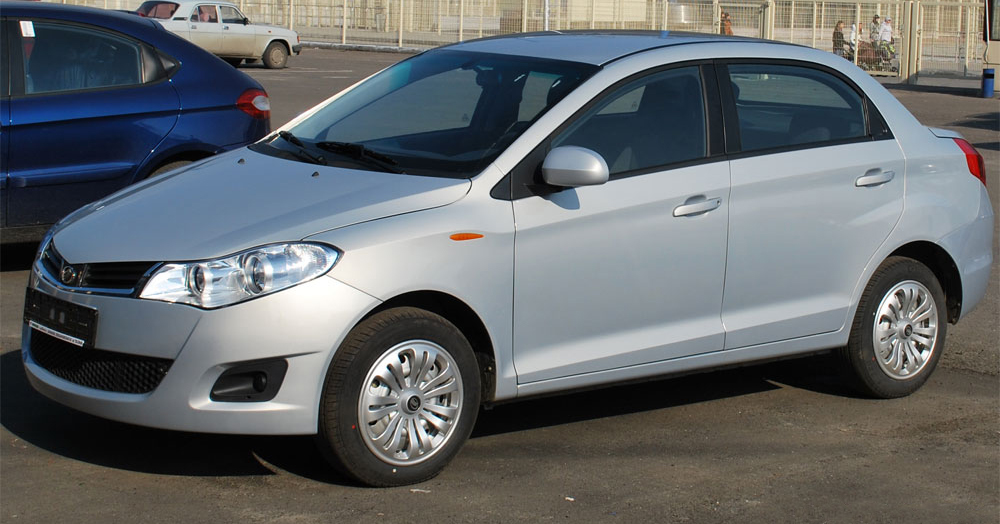
ZAZ Forza

## Modele

### Producție la scară largă[1]
- ZAZ-965 Zaporojeț (1960–1969)
- ZAZ-966 Zaporojeț (1967–1972)
- ZAZ-968 Zaporojeț (1972–1994)
- ZAZ-1102 Tavria (1989–1997)
- ZAZ-1102 Tavria Nova (1998–2007)
- ZAZ-1105 Dana (1994–1997)
- ZAZ-11055 Pick-up (1998–2011)

- ZAZ-1103 Slavuta (1998–2011)
- ZAZ Lanos (2005–prezent)[2]
- ZAZ Sens (2005–prezent)
- ZAZ Lanos Pick-up (2005–prezent)
- ZAZ Forza (2010–prezent)
- ZAZ Vida (2012–prezent)[3][4]

### Asamblare completă
Efectuată la Uzina de Automobile Illicivsk:
- Chevrolet Aveo (2004–necunoscut) (model T200)
- Chevrolet Aveo (2006–necunoscut) (model T250)
- Chevrolet Captiva (perioada necunoscută)
- Chevrolet Epica (perioada necunoscută)
- Chevrolet Evanda (2005–necunoscut)[7]
- Chevrolet Lacetti (2003–necunoscut) (model J200)
- Chery V120 (2005-2006)
- Chrysler 300 (2009–necunoscut)[necesită citare]
- Daewoo Lanos (1998–necunoscut) (model T100)
- Daewoo Sens (2002–necunoscut)
- Daewoo Tacuma (perioada necunoscută)
- Kia Cerato (perioada necunoscută)
- Kia Magentis (perioada necunoscută)
- Kia Mohave (perioada necunoscută)
- Kia Picanto (perioada necunoscută)
- Kia Rio (perioada necunoscută)
- Kia Sorento (perioada necunoscută)

Efectuată la Uzina de Automobile din Zaporijjea:
- Chery Amulet (perioada necunoscută)
- Dacia Solenza (2003)
- Kia Cee'd (2009–2010)
- Kia Sportage (2009–prezent)
- Lada 21093 (2005–prezent)
- Lada 21099 (2005–prezent)
- Opel Astra (2003–necunoscut)
- Opel Vectra (2003–necunoscut)
- Opel Corsa (2003–necunoscut)
- Opel Combo (2003–necunoscut)
- Mercedes-Benz E-Class (2002–2006)[9]
- Mercedes-Benz M-Class (2002–2006)[9]